# Conquer
För albumet av Soulfly, se Conquer (musikalbum).
Conquer, även kallat Conquer Online eller CO är ett MMORPG (Massive Multiplayer Online Roleplaying Game) baserat på kinesisk mytologi..Det är utvecklat av det kinesiska företaget TQ Digital Entertainment, Spelet finns till Windows, Mac och IOS.
Conquer Online släpptes 2004. Det är gratis att spela men det går att köpa så kallade DragonBalls som kan förbättra spelarens karaktär på olika sätt. Spelets grafik är i huvudsak tvådimensionell men karaktärerna är tredimensionella. Uppdrag och miljöer är hämtade från traditionell kinesisk mytologi.

## Upplägg
Strider är ett viktigt moment i spelet. För varje fiende som dödas delas erfarenhetspoäng ut och när spelaren har tillräckligt med poäng avancerar denne till nästa nivå. I spelet flera olika vapen och förmågor vara många är relaterade till magi.
Utrustningen i spelet kan förbättras på flera sätt:
- DragonBalls ökar kvaliteten på vapen, färgar spelarens hjälm eller kläder svarta och låter denne uppgradera sin nivå.
- Meteorer ökar vapnens styrka eller färgar hjälm eller kläder i andra färger.
- Gems ger vapen magiska egenskaper som exempelvis starkare fysisk eller magisk attack.

## Klasser
- Trojan har bäst attackförmåga och mest liv. De har även bra försvar och kan använda två vapen.
- Archer är en klass som använder pilbåge. De kan flyga och när de flyger kan endast magiska attacker träffa dem.
- Warrior är den klass med bäst försvar. De använder oftast ett enhandsvapen och en sköld. De har även tunga rustningar som ger ett starkt skydd.
- Fire taoist är en klass som använder magiska attacker.
- Water taoist har möjlighet att hjälpa medspelare. De kan till exempel väcka spelare till liv igen. De har även svagare magiska attacker som de kan använda i närstrid.
- Ninja är en klass som använder sig av snabbhet och list. Ninjor har låg livskraft och skydd men har starkare egenskaper inom olika attackområden så som vighet och reflexer.
- Munkar och Helgon har goda egenskaper både kring den psykiska och den andliga världen.
- Pirater färdas med sitt skepp. Deras vapen är huggvärja och pistoler.

## Expansioner
Det har släppts flera expansioner till spelet där det lagts till nya äventyr, monster och spelfunktioner.